# ティベリア
ティベリア（英語: Tiberias; ヘブライ語: טְבֶרְיָה, ラテン文字転写: Tverya; アラビア語: طبريا, ラテン文字転写: Ṭabariyyah）は、ガリラヤ湖（別名、ティベリアス湖）の北西岸に位置するイスラエルの都市。都市の名はローマ皇帝ティベリウスに因んで名付けられた。
ギリシア語・ラテン語ではティベリアス（古代ギリシア語: Τιβεριάς, ラテン語: Tiberias）といい、『新約聖書』ヨハネによる福音書6:23に現れるが、文語訳・口語訳聖書でテベリヤ、共同訳・新共同訳聖書でティベリアスと訳されている。

## 歴史

### 古代
ティベリアは紀元20年頃、ヘロデ大王の子ヘロデ・アンティパスにより、破壊された村の跡地に建設され、ガリラヤ地方の首都となった。アンティパスの後見人であったローマ皇帝、ティベリウスに因んでティベリアと名付けられた。
ヘロデ大王の時代までユダヤ人は、そこに墓地があり、宗教上「不浄」であるとして居住することを拒んでいた。しかし、アンティパスがガリラヤ地方内から人々を強制的に移住させ、自分の建てた首都の人口を増やそうとした。当時のユダヤ人の最高決定機関サンヘドリンはエルサレム神殿の崩壊した紀元70年以降、エルサレムから拠点を何回か変え、ティベリアが最終的な所在地になった。サンヘドリンがビザンツ時代初期に解散する直前まで、会合はティベリアで行われた。紀元135年に全てのユダヤ人がエルサレムから追放されると、ティベリアはユダヤ文化の中心地となった。ユダヤ教の重要な文献ミシュナー、タルムードもティベリアで書かれた。
紀元613年、アラブ人がパレスチナを征服すると、ウマイヤ朝のカリフはティベリアのユダヤ人約70 家族に、エルサレムに再定住することを許した。カリフはまた、ティベリアに宮殿を建設した。

### 中世
ビザンチン帝国、アラブの支配の下、ティベリアは中世の間に発生した戦争や地震により衰退、荒廃していった。都市の衰退に反し、ユダヤ教のマソラ学者集団は8世紀初頭から10世紀の間に最盛期を迎えた。ティベリアのマソラ学者達は、その後全世界のユダヤ人の間で使用されるようになる、ヘブライ語の母音記号「ニクダー」を生み出した。ティベリアのマソラ学派の最高峰の学者はアーロン・ベン・モシェ・ベン・アシェルで、後にティベリア式として知られるようになるヘブライ語の母音体系は、彼によって完成された。ベン・モシェ・ベン・アシェルらの学者の活動により、ティベリアが中世の間、ユダヤ文化の中心地となった。
十字軍の時代には、ティベリアはエルサレム王国のガリラヤ地域の中心都市となり、しばしばガリラヤ地域は「ティベリア公国」（the Principality of Tiberias）などと呼ばれた。1187年、サラディンがエルサレム王国に侵攻、その年の10月にティベリア近郊のハッティンの戦いで十字軍を撃破した。この頃、それまでのティベリアの市外区域が放棄され、居住区域がそれまでより北よりの、今日と同じ区域に移動した。
コルドバ出身の著名なラビ、哲学者のモーシェ・ベン＝マイモーン（マイモニデス）は、1204年にティベリアで死去し、この地に葬られた。彼の墓は今日でもティベリアの重要な史跡の一つとなっている。

### 近・現代
1558年、ポルトガルのグラシア・メンデス・ナスィ（ドナ・グラシア）というマラーノ（改宗したユダヤ人）の篤志家が、オスマン帝国のスレイマン1世からティベリアの土地を賃借し、城壁の再建、イェシーバー（ユダヤ教学院）の設立を行い、異端審問から逃れてきたセファルディムを住まわせた（メンデス家は金融業界の名門で、オスマン帝国にも影響力を持っていた）。ティベリアはその後100年間程、再び繁栄するがまた荒廃し、その後はハシディズム系のユダヤ人達が定住するようになる。
1746年、イタリア、パドヴァのカバラ主義のラビモーゼス・ハイム・ルッツァットは、アッコでペストにより死去し、ティベリアのアキバ・ベン・ヨセフの墓の隣に葬られた。
18世紀から19世紀に間、ティベリアに多くのラビが移住してユダヤ教育の中心地となり、エルサレム、ヘブロン、ツファットと並び、ユダヤ教における「4聖地」の一つとされた。
1938年にはアラブ人により、20人ものユダヤ人が殺害されるなど、アラブ人による反ユダヤテロがティベリアでも発生し、1948年にも9人のユダヤ人が犠牲になり、攻撃を恐れた多くのユダヤ人がティベリアを離れた。
1948年、アラブ人とユダヤ人の間の戦闘が激化し、ユダヤ人軍事組織ハガナーはティベリアとその周辺の村々を攻略、アラブ系住民は何らかの理由により退去した。その結果、それまではアラブ系とユダヤ系の住民が混在していたティベリアは、完全にユダヤ人の都市になった。
今日では、ティベリアはイスラエル北部におけるリゾート地として、人気の都市になっている。
2004年10月、イスラエルの各派のラビ達がティベリアに集まり、サンヘドリンを再建したと発表して式典を催し、議論を呼んでいる。
2024年10月にはヒズボラが発射した5発のミサイルが市内に着弾した。

## 名所旧跡
- ラビ・アキバの墓
- モーシェ・ベン＝マイモーンの墓

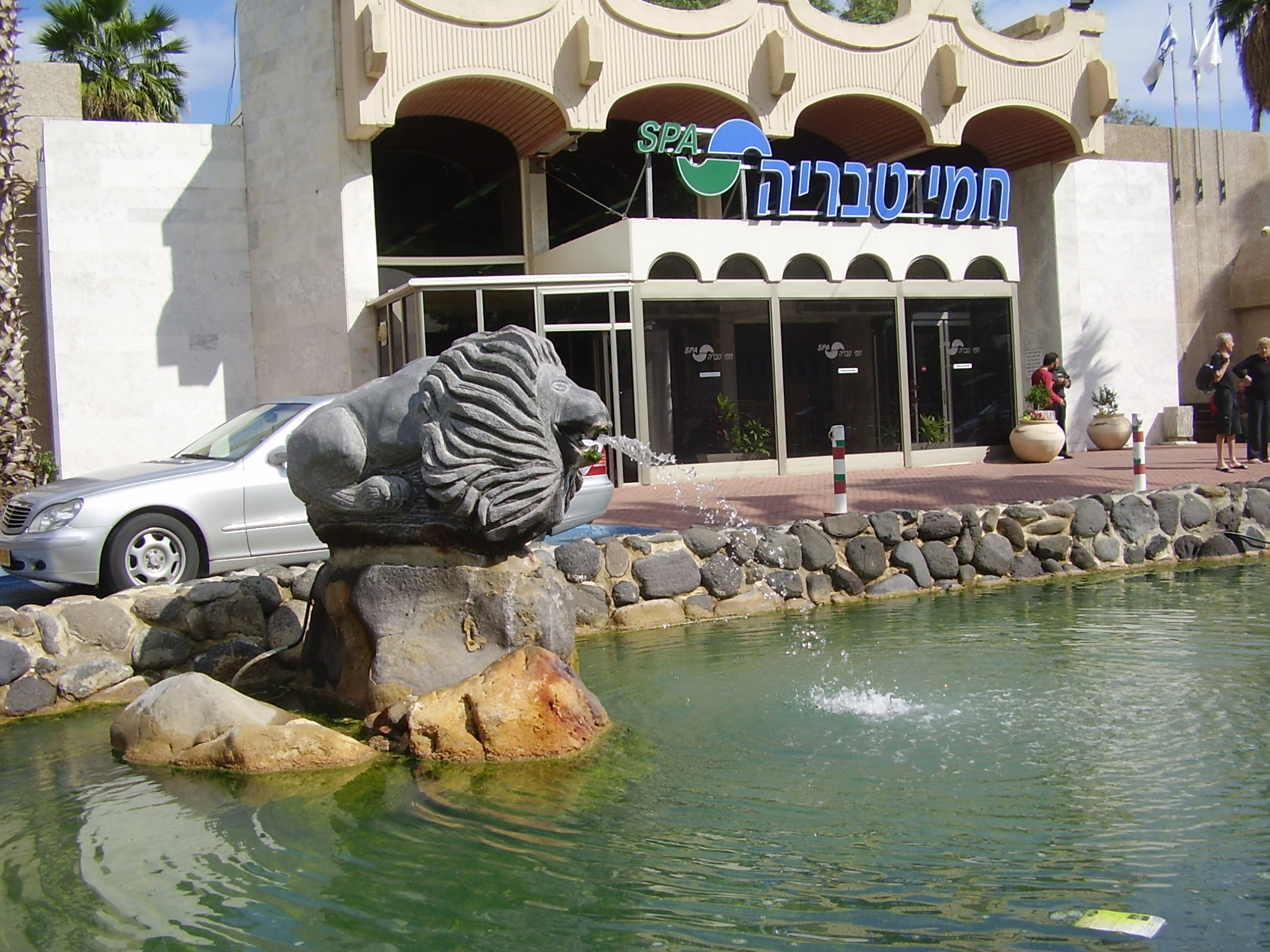
Hamei Tveriya温泉

- 城壁跡（上述のグラシア・メンデス・ナスィによって再建されたもの）
- 聖ペテロ教会（英語版）（使徒ペテロがガリラヤ湖の猟師であったことを記念して建立）
- アルベル山
- ティベリアのシナゴーグ（オスマン時代のガリラヤの統治者ザーヒル・ウマルに招かれたラビの建てたシナゴーグ）
- 温泉

## 姉妹都市
- モンペリエ（フランス）
- ヴォルムス（ドイツ）
- アレンタウン（アメリカ合衆国 ペンシルベニア州）
- タルサ（アメリカ合衆国 オクラホマ州）
- グレート・ネック・プラザ（アメリカ合衆国 ニューヨーク州）
- 無錫市（中華人民共和国）
- サン＝ラファエル（フランス）